# 1001 MOVEMENT 'STUNNER'
《2025 TEN CONCERT 1001 MOVEMENT ‘STUNNER’》는 대한민국의 음악 그룹 NCT의 멤버 텐의 첫 번째 콘서트 투어이다.

## 개요
2024년 1월 25일, 소속사 SM 엔터테인먼트는 각종 SNS를 통해 텐의 두번째 미니앨범 발표와 첫번째 아시아 투어 일정을 공개하였고 3월 10일, 11일에 인터파크를 통해 팬클럽 선행 예매와 일반 예매가 진행되었다.

## 투어 일정
| 일정            | 도시 | 국가     | 장소                       | 관객 동원     |
| --------------- | ---- | -------- | -------------------------- | ------------- |
| 2025년 4월 12일 | 서울 | 대한민국 | 블루스퀘어 SOL트래블 홀    | 통산 2,000명  |
| 2025년 4월 13일 | 서울 | 대한민국 | 블루스퀘어 SOL트래블 홀    | 통산 2,000명  |
| 2025년 4월 19일 | 방콕 | 태국     | 임팩트 아레나 무앙 통 타니 | 통산 20,000명 |
| 2025년 4월 20일 | 방콕 | 태국     | 임팩트 아레나 무앙 통 타니 | 통산 20,000명 |
| 2025년 4월 26일 | 상해 | 중국     | 레드 락 센터               | 통산 4,000명  |
| 2025년 4월 27일 | 상해 | 중국     | 레드 락 센터               | 통산 4,000명  |

## 세트 리스트
- Opening VCR -
- Nightwalker
- ON TEN
- BAMBOLA
- Enough For Me
- Dangerous

- VCR #2 -
- Shadow
- Sweet As Sin

- Ment -
- Die With A Smile[6]
- Lie With You
- Call Me
- Butterfly

- Ment -
- NCT Medley

1. Baby, Don't Stop
2. Steady
3. Smoothie
4. 영웅 (英雄; Kick It)
5. Baggy Jeans

- Ment -
- New Heroes

- VCR #3 -
- STUNNER

- Ment -
- Birthday

- VCR #4 -
- Water

- Encore-
- Paint Me Naked

- Ment -
- Waves

## 제작
- 주최 : SM 엔터테인먼트
- 주관 : 드림메이커, 드림시큐리티